# ریتسیکونی
ریتسیکونی (به ایتالیایی: Rizziconi) یک کومونه در ایتالیا است که در استان رجو کالابریا واقع شده‌است.

## خصوصیات
ریتسیکونی ۳۹٫۷ کیلومترمربع مساحت و ۷٬۹۲۶ نفر جمعیت دارد و ۸۷ متر بالاتر از سطح دریا واقع شده‌است.